# Aratos von Knidos
Aratos von Knidos war ein antiker griechischer Geschichtsschreiber.
Aratos kam aus Knidos, einer griechischen Stadt in Kleinasien, und schrieb eine Geschichte Ägyptens. Dies ist nur bekannt, weil er von Achilleus Tatios in dessen Leben des Aratos erwähnt wird. Achilleus schildert dort das Leben des damals berühmten Dichter-Astronomen Aratos von Soloi und bemerkt nebenbei: „Und es gab viele andere bemerkenswerte Männer namens Aratos, Historiker, wie der Knider, von dem ein Werk über die ägyptische Geschichte existiert.“ Demnach muss Aratos vor Achilleos Tatios gelebt haben, also vor dem 3. Jahrhundert n. Chr. Von Eduard Schwartz wurde er in die Zeit vor Christi Geburt datiert, also in die hellenistische Zeit. Dies ist angesichts der Quellenlage jedoch reine Spekulation und wurde von Stanley M. Burstein zurückgewiesen, weil es sonst keine Hinweise auf griechische Werke zur Geschichte Ägyptens (Aigyptiaka) aus hellenistischer Zeit gibt. Aus seinem Werk ist nichts erhalten.